# Европа — Азия (фестиваль)
Междунаро́дный фестива́ль совреме́нной му́зыки «Евро́па — А́зия» — фестиваль новой музыки различных жанров (авангард, джаз, этническая музыка и другие) с участием авторов и исполнителей из Европы, Азии и Северной Америки. Проводится с 1993 года  в Казани, Москве и различных городах Татарстана.

## История фестиваля
Идея проведения фестиваля современной музыки в Казани принадлежит Рашиду Калимуллину. В начале 1990-х годов, в то время будучи подающим надежды молодым композитором, после победы на международном конкурсе в Германии и участия в многочисленных концертах и фестивалях, Рашид Калимуллин задумался о проведении подобного мероприятия в Казани. С этой идеей он обратился в Министерство культуры Республики Татарстан, где нашёл поддержку.
Начало фестивалю положил Международный фестиваль японской и татарской музыки (1992 год).

### I фестиваль
I Международный фестиваль современной камерной музыки «Европа-Азия» прошёл в 1993 году в Казани. Почётным гостем фестиваля была София Губайдулина.

### II фестиваль
II Международный фестиваль современной камерной музыки «Европа-Азия» прошёл в 1996 году в Казани.

### III фестиваль
III Международный фестиваль современной камерной музыки «Европа-Азия» прошёл в 1998 году в Казани. Почётным гостем фестиваля была София Губайдулина.
В этом году фестиваль  - единственный среди российских фестивалей – вошел в Каталог лучших музыкальных форумов мира, составленный престижным  журналом «Гаудеамус».

### IV фестиваль
IV Международный фестиваль современной музыки «Европа-Азия» прошёл в 2000 году в Казани.

### V фестиваль
V Международный фестиваль современной музыки «Европа-Азия» прошёл в 2002 году в Казани, Бугульме, Нижнекамске и Зеленодольске.
Участники фестиваля:  Ларс Граугард (Дания), Родерик де Мак (Нидерланды), Жан-Люк Дабели (Швейцария), Михаэль Блаке (ЮАР), Мицура Асака (Япония), Джеймс Кларк (Великобритания), Александр Радвилович и Сергей Осколков (Санкт-Петербург, Россия), Юлия Гомельская (Украина), Мишель Моранг (Нидерланды), Пьер-Стефан Мёже (Франция), Кэрин Левайн (Германия), Тосиа Судзуки (Япония), Барри Уэбб (Великобритания), Кристиан Рока (Франция), ансамбль «CRWTH» (Франция), «VOX» (Швеция), Агнетта Кристенсен (Дания), Олоф Олсон (Швеция), Алмаз Монасыпов, Ася Мешберг и Филипп Башор (США).
Концертные площадки: Государственный Большой концертный зал им. С. Сайдашева, Национальный культурный центр «Казань»

### VI фестиваль
VI Международный фестиваль современной музыки «Европа-Азия» прошёл со 2 апреля по 4 апреля 2004 года в Казани и Зеленодольске.
Участники фестиваля: Рашид Калимуллин, Анатолий Луппов, Ильдус Якупов, Лоренс Блинов, Виталий Харисов, Леонид Любовский, Резеда Ахиярова, Шамиль Тимербулатов, Светлана Зорюкова, Термен-центр при Московской консерватории, Александр Бакши, Государственный струнный квартет Республики Татарстан, Молодежный хор «Хыял», Ансамбль Новой музыки, Чин Ку Юнг и Чун Сан-До (Корея), Юкимаса Моримото (Япония), Маки Итон (Австрия), «Орион» (Швейцария), Стефан Вермеерш (Бельгия), Вернер Бархо (Германия), Алексей Любимов.
Концертные площадки: Государственный Большой концертный зал им. С. Сайдашева, Национальный культурный центр «Казань», ДК им. Горького (Зеленодольск)
Концерты: 7, в.т.ч. открытие фестиваля, музыкальный марафон «Панорама стилей», Гала-концерт

### VII фестиваль
VII фестиваль «Европа-Азия» прошёл с 25 мая по 29 мая 2005 года в Казани и Зеленодольске. Особенностью фестиваля являлось то, что он был посвящён Тысячелетию Казани. В 2005 году фестиваль награждён Премией Правительства России.
Участники фестиваля: Ансамбль современной музыки (Москва, Россия), Адина Аарон (США), Аркадий Шилклопер (Германия-Россия), Ханс Вермеерш и RDC (Бельгия), Тео Лувенди и «ZIGGURAT» (Нидерланды), VOX (Швеция), LUMINA (США), Анатолий Луппов, Рашид Калимуллин.
Концертные площадки: Государственный Большой концертный зал им. С. Сайдашева, зал Союза композиторов Республики Татарстан, зал Института госслужбы при президенте Республики Татарстан, агрохолл Казанской сельскохозяйственной академии, Дом Культуры им.Горького (Зеленодольск).
Концерты: 8, в т.ч. открытие фестиваля, концерт-марафон «Панорама стилей», Гала-концерт

### VIII фестиваль
VIII фестиваль современной музыки "Европа - Азия" прошёл с 19 октября  по 22 октября 2007 года в Казани и Елабуге  под девизом «Ритмы мира: из глубины веков в будущее». Учредители фестиваля -  Министерство культуры Республики Татарстан, Союз композиторов Республики Татарстан и Центр современной музыки Софии Губайдулиной 
Участники фестиваля:  "Асаmiсimаса" (Норвегия), фрайбургский ансамбль ударных инструментов под руководством профессора Бернхарда Вульфа (Германия), Мирсеа Арделиану (Швейцария), Пьер-Стефан Меже и «ХАSАХ» (Франция), Ася Межберг - Филипп Башор (США), Марал Якшиева (Туркменистан), Раджа Шам-Шарма (Индия), Исанг Юна (Китай),  Тадао Саваи (Япония), Карло Даминикони (Италия), Хоратиу Радулеску, (Швейцария), Рашид Калимуллин, Анатолий Луппов.
Концертные площадки: Государственный Большой концертный зал им. С. Сайдашева, Национальный культурный центр «Казань», зал Союза композиторов Республики Татарстан, Елабужский Дворец культуры.
Концерты: авторский концерт  «Рашид Калимуллин и его друзья»,  концерт-марафон «Панорама стилей», Гала-концерт.

### IX фестиваль
IX фестиваль современной музыки "Европа - Азия" прошёл с 20 мая  по 26 мая 2009 года в Казани.

### X фестиваль
Х Международный фестиваль новой музыки «Европа-Азия» прошёл с 21 октября по 23 октября 2011 года в Казани.

### XI фестиваль
XI Международный фестиваль «Европа-Азия» прошёл с 5 апреля по 7 апреля 2013 года в Казани. Особенностью фестиваля являлось то, что он был посвящён Летней Универсиаде 2013 года в Казани.
Участники фестиваля:«DuoEgo» (Швеция), Франциска Вельти (Швейцария), Зульфия Асадуллина (Казань, Россия), фортепианный дуэт «East-West» (Рустем Кудояров, Россия и Сабрина Зелич, Хорватия), дуэт «Рахат» (Туркменистан, Сердар Хайдаров и Ровшен Непесов), Оркестр «Новая Музыка» под управлением Анны Гулишамбаровой, 
«La Primavera», Муяссар Раззакова (Узбекистан), Буй Ле Чи, Нгуен Тхи Хоа Данг, Лыонг Нгует Ань (Вьетнам).
Концертные площадки: Государственный Большой концертный зал им. С. Сайдашева, концертные залы Казанского музыкального училища им. И.В. Аухадеева, экспозиционный зал Национального музея Республики Татарстан, зал Дома Дружбы народов Республики Татарстан, зал Союза композиторов Республики Татарстан.
Концерты: 8, в том числе концерт камерного оркестра «La Primavera», концерты камерной музыки, Гала-концерт.

### XII фестиваль
XII Международный фестиваль современной музыки «Европа-Азия» прошёл в Казани с 23 сентября по 25 сентября 2015 года.
Участники фестиваля: Государственный симфонический оркестр Республики Татарстан, Зое Зениоди (США-Греция), Фёдор Амиров (Москва, Россия), Хоанг Ан Ту (Вьетнам),  Раиля Азнакаева (Башкортостан, Россия), Мурат Джанизаков (Башкортостан, Россия), Артур Мухаметшин (Татарстан, Россия), Мария Беговатова (Татарстан, Россия), Московский Ансамбль Современной Музыки, Камерный оркестр «Новая музыка», Нижнекамский ансамбль ударных инструментов.
Концертные площадки: Государственный Большой концертный зал им. С. Сайдашева, зал Союза писателей Республики Татарстан, IT-park.
Концерты: 5 - открытие фестиваля, камерные концерты, Гала-концерт.